# Фінковський Олексій Іванович
Олексій Іванович Фінковський (1883 — 1938) — радянський партійний діяч, відповідальний секретар Криворізького окружного комітету КП(б)У. Член ЦК КП(б)У в листопаді 1927 — червні 1930 р.

## Біографія
Член РСДРП з 1904 року.
Працював архітектором в місті Ніколаєвську на Далекому Сході. У 1917 році був вибраний гласним Ніколаєвської міської думи.
Приєднався до РСДРП(б) з червня 1917 року.
У 1917—1918 роках — член Далекосхідної ради народних комісарів, заступник голови Сахалінської ради.
У квітні — грудні 1920 року — начальник політичного відділу Народно-Революційної Армії Далекосхідної Республіки. З грудня 1920 року — член Колегії військово-політичного управління Народно-Революційної Армії Далекосхідної Республіки.
Три роки навчався в університеті імені Якова Свердлова у Москві, пізніше відомому як Вища партійна школа.
Потім — завідувач агітаційно-пропагандистського відділу Нижньогородського губернського комітету РКП(б).
З лютого 1927 року — відповідальний інструктор ЦК КП(б)У.
У вересні 1927—1928 роках — відповідальний секретар Криворізького окружного комітету КП(б)У.
З 27 жовтня 1928 року — відповідальний секретар Хамовницького райкому ВКП(б) у місті Москві.
У січні — серпні 1930 року — відповідальний секретар Челябінського окружного комітету ВКП(б).
До січня 1934 року — голова Уральської обласної ради професійних спілок.
З 1934 року — 1-й секретар Свердловського районного комітету ВКП(б) в Москві, потім 1-й секретар Фрунзенського районного комітету ВКП(б) міста Москви.
У 1937 році заарештований органами НКВС. Посмертно реабілітований.